# Беро фон Рехберг-Бабенхаузен
Беро фон Рехберг-Бабенхаузен (на немски: Bero von Rechberg, zu Babenhausen; † 9 март/16 март 1500, убит в Бабабенхаузен) е благородник от швабския род „Рехберг“, господар на Бабабенхаузен.
Той е най-големият син на Беро II фон Рехберг-Тюркхайм и Минделхайм († 27 юни 1469) и Урсула фон Валдбург-Цайл, дъщеря на Георг I фон Валдбург-Цайл († 1467) и Ева фон Бикенбах († 1481), дъщеря на Конрад VI фон Бикенбах, бургграф на Милтенберг († 1429) и Юта фон Рункел († 1418). Майка му Урсула фон Валдбург-Цайл се омъжва втори път сл. 27 юни 1469 г. за фрайхер Стефан фон Швангау.
Родът фон Рехберг е издигнат 1577 г. на фрайхерен и 1607 г. на графове.

## Фамилия
Беро фон Рехберг-Бабенхаузен се жени за Хелена фон Гльос и втори път за Анна фон Траутмансдорф, внучка на Херанд III фон Траутмансдорф († 1467), дъщеря на Леополд фон Траутмансдорф († 1510) и Агнес фон Малуско. Браковете му са бездетни.